# Anna Ödman
Anna Linnéa Sofia Ödman, född 29 augusti 1876 i Härnösand, död 28 november 1960 i Stockholm, var en svensk teckningslärare, målare och grafiker.

## Biografi
Anna Ödman var dotter till Nils Petrus Ödman och Linnéa Sofia Elisabeth Helena Tullberg samt syster till Per Olof Tycho Ödman och dotterdotter till Otto Fredrik Tullberg och Sofia Lovisa Christina Tullberg (född Ridderbielke),  dotterdotters dotterdotter till Carl von Linné samt systerdotter till Tycho Fredrik Hugo Tullberg.
Anna Ödman studerade vid Tekniska skolan i Stockholm 1895–1900 där hon utexaminerades som teckningslärare, samtidigt med sina studier vid skolan studerade hon även vid Althins målarskola. Efter att hon arbetat ett år som teckningslärare fortsatte hon sina studier vid Konstakademien 1901–1906 där hon även deltog i akademiens etsningskurs. Därefter studerade hon för Castelluccio och Lucien Simon i Paris 1908–1909 och för Maurice Denis 1914. Dessutom företog hon ett flertal studieresor till bland annat Nederländerna, Tyskland, Italien, Belgien och England. Separat ställde hon ut i Öregrund och Gävle och tillsammans med Fanny Pettersson ställde hon ut i Uppsala och tillsammans med sin kusin Ingegerd Beskow i ett flertal svenska landsortsstäder. Hon medverkade i samlingsutställningar arrangerade av Sveriges allmänna konstförening, Liljevalchs vårsalonger, Baltiska utställningen och Föreningen Svenska Konstnärinnors utställning på Skånska konstmuseum i Lund och Wien. Hennes konst består huvudsakligen av porträtt men hon målade även gatumotiv, blomsterstilleben utförda i olja eller pastell. Ödman är representerad vid Länsmuseet Gävleborg, Örebro läns museum, Växjö museum, Stockholm borgarskola, Uppsala universitet och Kungliga biblioteket.